# Gainesville (Missouri)
Gainesville è un comune degli Stati Uniti d'America, situato nello Stato del Missouri, nella contea di Ozark, della quale è il capoluogo.